# Hylaeargia
Hylaeargia is een geslacht van libellen (Odonata) uit de familie van de waterjuffers (Coenagrionidae).

## Soorten
Hylaeargia omvat 2 soorten:
- Hylaeargia magnifica Michalski, 1996
- Hylaeargia simulatrix Lieftinck, 1949